# Jensen Ackles

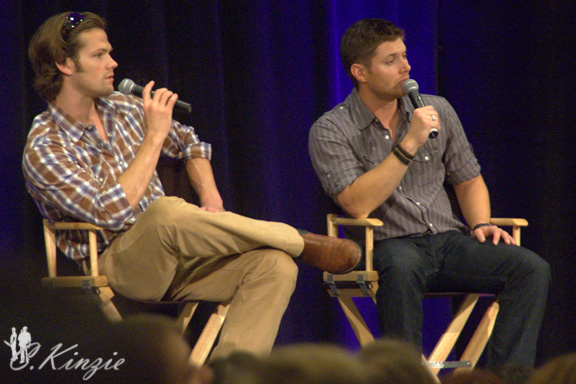
Jensen (höger) med Jared Padalecki, 2009.

Jensen Ross Ackles, född 1 mars 1978 i Dallas, Texas, är en amerikansk skådespelare och regissör, främst känd som Eric Brady i TV-serien Våra bästa år och som Dean Winchester i TV-serien Supernatural.

## Bakgrund
Ackles föddes i Dallas, Texas son till Alan Roger Ackles och Donna Joan Ackles (född Shaffer). Ackles var modell vid 4-årsåldern. Ackles har en storebror, Joshua, som är tre år äldre och en lillasyster, Mackenzie, som är sju år yngre. Jensen är sedan 15 maj 2010 gift med Danneel Harris, och den 30 maj 2013 föddes deras första dotter, Justice Jay "JJ" Ackles. Den 2 december 2016 föddes deras 2:a och 3:e tvillingbarn Zeppelin Bram Ackles och Arrow Rhodes Ackles. 

## Karriär
Efter att ha jobbat som modell sedan 4-årsåldern, började Jensen fundera på att bli skådespelare istället när han var 18 år. Han fick små gästroller i olika serier tills han till slut fick en roll i den berömda NBC-serien Våra bästa år som Eric Brady (1997). Han vann en Soap Opera Digest Award för Best Male Newcomer och blev nominerad tre gånger (1998, 1999 och 2000) för en Daytime Emmy Award för Outstanding Younger Actor i en dramaserie för sitt arbete i Våra bästa år.
Jensen slutade år 2000 att medverka i Våra bästa år och fick en liten roll i miniserien Blonde, livet om Marilyn Monroe. Han gick även på en audition och provspelade som den unge Clark Kent i serien Smallville, men de valde skådespelaren Tom Welling istället. Efter det gjorde han en liten gästroll i James Camerons tv-serie Dark Angel, 2001, som yrkesmördare, Ben/X5-493, bror till en av huvudspelaren Max/X5-452 (spelad av Jessica Alba). Hans karaktär dog ganska fort men återkom emellanåt i andra säsongen som Bens klon, Alec/X5-494. Han blev kvar tills serien lades ner 2002.
Han har gästspelat i olika serier som Dawson's Creek och Still Life, och blev även erbjuden en roll i serien Tru Calling, men tackade nej. Han återvände istället till Vancouver (där Dark Angel var filmad), 2004, till serien Smallville, där han fick en roll som Jason Teague, som hade ett förhållande med Lana Lang (spelad av Kristin Kreuk). Han hade också en huvudroll i filmen DeVour (2005), där även hans far Alan Ackles hade en roll.
Sommaren 2006 fick Jensen en roll i komedin Ten Inch Hero som Priestly. Han har också uppträtt på scen med Lou Diamond Phillips i A Few Good Men på Casa Mañana Theatre i Fort Worth, Texas som Lt. Daniel Kaffee. Jensen fick stort beröm för sin roll, vilket också var hans professionella teaterdebut.
Senaste filmen han spelade i är My Bloody Valentine 3D, som hade biopremiär 16 januari 2009.
Han var med i CWs skräck/dramaserie Supernatural (2005-2020), där han spelar Dean Winchester. Dean och hans bror Sam (spelad av Jared Padalecki) kör igenom hela USA och jagar paranormala fenomen. Under den gångna sjätte säsongen av Supernatural, regidebuterade Jensen i det fjärde avsnitt: "Weekend at Bobby's". Sedan dess har han bland annat regisserat "The Girl Next Door" (säsong 7, avsnitt 3) och "Heartache" (säsong 8, avsnitt 3).

## Filmografi
| År        | Titel                      | Roll                  | Noteringar  |
| --------- | -------------------------- | --------------------- | ----------- |
| 1997–2000 | Våra bästa år              | Eric Brady            | 16 avsnitt  |
| 2001      | Blonde                     | Eddie G               |             |
| 2001–2002 | Dark Angel                 | Alec                  | 19 avsnitt  |
| 2002–2003 | Dawson's Creek             | C.J.                  | 12 avsnitt  |
| 2004      | The Plight of Clownana     | Jensen                | Kortfilm    |
| 2004–2005 | Smallville                 | Jason Teague          | 22 avsnitt  |
| 2005      | DeVour                     | Jake Gray             |             |
| 2005–2020 | Supernatural               | Dean Winchester       | Huvudroll   |
| 2007      | Ten Inch Hero              | Priestly              |             |
| 2009      | My Bloody Valentine 3D     | Tom Hanniger          |             |
| 2010      | Batman: Under the Red Hood | Jason Todd / Red Hood | Endast röst |